# KRTDAP
KRTDAP (англ. Keratinocyte differentiation associated protein) – білок, який кодується однойменним геном, розташованим у людей на короткому плечі 19-ї хромосоми. Довжина поліпептидного ланцюга білка становить 99 амінокислот, а молекулярна маса — 11 050.
| 10         |  | 20         |  | 30         |  | 40         |  | 50         |
| ---------- |  | ---------- |  | ---------- |  | ---------- |  | ---------- |
| MKIPVLPAVV |  | LLSLLVLHSA |  | QGATLGGPEE |  | ESTIENYASR |  | PEAFNTPFLN |
| IDKLRSAFKA |  | DEFLNWHALF |  | ESIKRKLPFL |  | NWDAFPKLKG |  | LRSATPDAQ  |

A: Аланін

D: Аспарагінова кислота

E: Глутамінова кислота

F: Фенілаланін

G: Гліцин

H: Гістидин

I: Ізолейцин

K: Лізин

L: Лейцин

M: Метіонін

N: Аспарагін

P: Пролін

Q: Глутамін

R: Аргінін

S: Серин

T: Треонін

V: Валін

W: Триптофан

Задіяний у таких біологічних процесах, як диференціація клітин, альтернативний сплайсинг. 
Секретований назовні.